# Hubland
Das Hubland liegt im östlichen Bereich des Würzburger Stadtbezirks Frauenland. Hier befindet sich der auf einem 1962 vom Freistaat Bayern erworbenen Gelände am Hubland entstandene Hubland-Campus der Julius-Maximilians-Universität sowie das vom Studentenwerk Würzburg betriebene Studentenwohnheim Am Hubland. Ein eigener Stadtteil Hubland ist seit dem Abzug der US-Armee vom Gelände der Leighton Barracks in Planung.

## Lage
Das Hubland grenzt im Osten an die Gemeinde Gerbrunn und im Süden an den Markt Randersacker (Landkreis Würzburg) sowie an die Würzburger Stadtteile Frauenland (im Westen) und Keesburg (im Südwesten).

## Julius-Maximilians-Universität

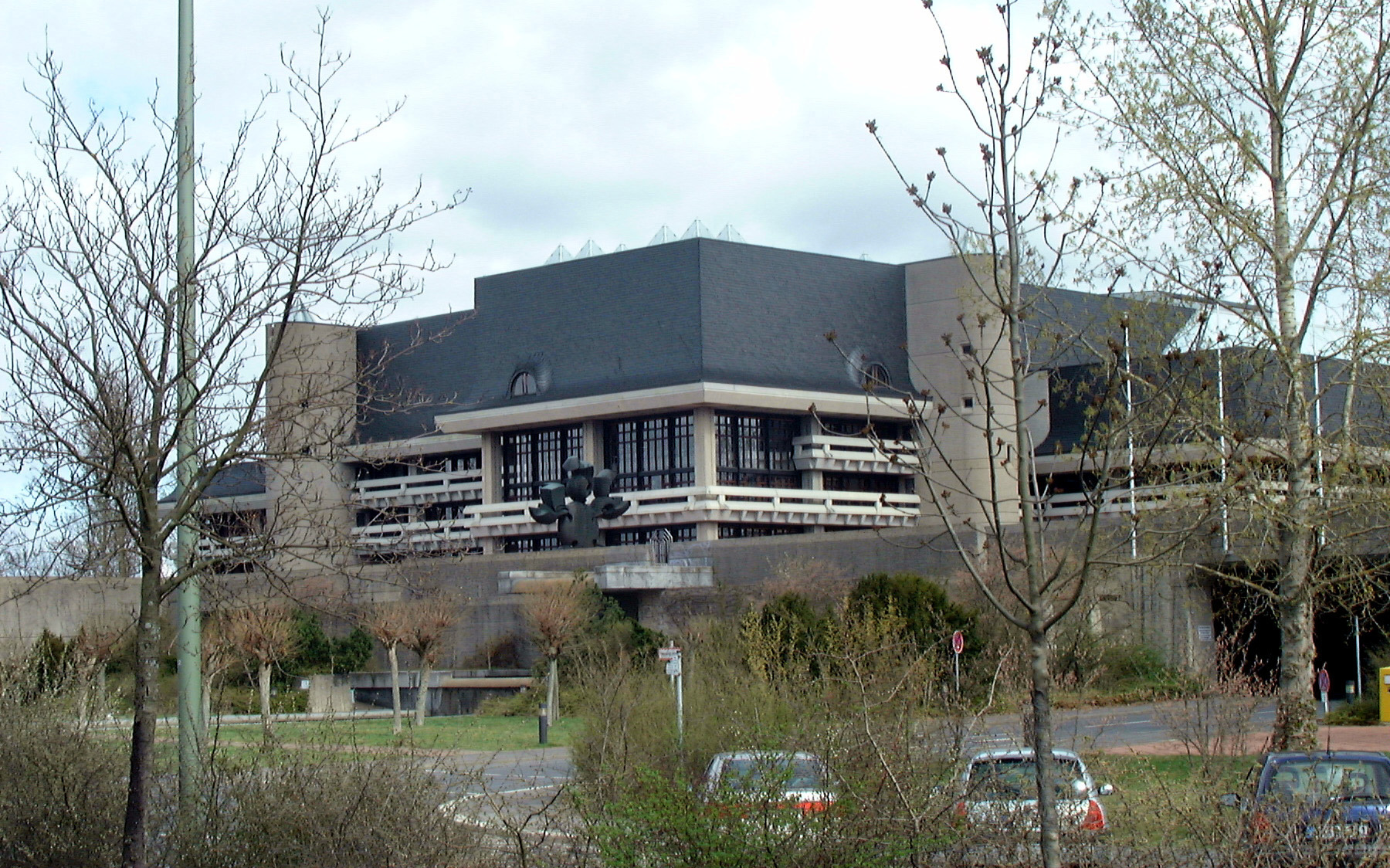
Hauptbibliothek am Hubland

Am sogenannten Universitäts-Campus, für dessen erstes Gebäude am 11. Mai 1965 die Grundsteinlegung stattfand, befinden sich die Unibibliothek, das Rechenzentrum, das Biozentrum, Germanistik, Anglistik, Romanistik, Kunstgeschichte, Geschichte, Chemie, Pharmazie, Lebensmittelchemie, Physik, Nanostrukturlabor, Astronomie, Mineralogie, Mathematik, Informatik, Geologie, Geographie, Teile der Pädagogik, Neues Sportzentrum (begonnen 2004), Robotikhalle, die Bienenforschung und eine Mensa, die vom Studentenwerk betrieben wird. Vor der Universitätsbibliothek steht eine Plastik, die die Sonne mit Kernfusion darstellen soll. Unter der Plattform, auf der die Bibliothek mit der Mensa errichtet wurde, ist eine Bushaltestelle, welche von den Linien 10, 114 und 214 der WVV angefahren wird.

## Geplante Straßenbahn zum Hubland
Eine Linie zur Universität am Hubland, welche das vorgelagerte Frauenland, den neu entstehenden Stadtteil an den ehemaligen Leighton Barracks, sowie möglicherweise Gerbrunn abdecken könnte, ist derzeit in Planung. Die Anbindung des Hublands ist aufgrund der steigenden Studentenzahlen unausweichlich, zumal noch die Erweiterung der Fachhochschule am Sanderheinrichsleitenweg für zusätzliche Fahrgäste sorgen wird. Die bisherige Anbindung per Bus stößt schon seit Längerem an ihre Kapazitätsgrenze, weswegen neben den Linien 10, 14 und 34 die während des Semesters verkehrenden Unilinien 114 und 214 ins Leben gerufen werden mussten. Die Trasse wurde vom Würzburger Stadtrat bereits im Juni 2009 gefunden.
Geplant ist eine Anbindung mit den Linien 2 und 3. Zwischen Juliuspromenade und der Wendeschleife am Hubland ist eine Fahrzeit von 17 Minuten vorgesehen.